# 릴 렐 하워리
릴 렐 하워리(영어: Lil Rel Howery, 1979년 12월 17일 ~ )는 미국의 희극인, 배우이다. 영화 《겟 아웃》(2017)에 출연하였다.

## 출연 작품
- 겟 아웃 (2017) - 로드 윌리엄스 역
- 태그 (2018)
- 엉클 드류 (2018)
- 버드 박스 (2018) - 찰리 역
- 브리트니 런스 어 마라톤 (2019, Brittany Runs a Marathon)
- 앵그리 버드 2: 독수리 왕국의 침공 (2019) - 앨릭스 역 (목소리)
- 굿 보이즈 (2019)
- 배드 트립 (2021, Bad Trip)
- 유다 그리고 블랙 메시아 (2021) - 웨인 역
- 톰과 제리 (2021) - 톰의 머릿속 악마 역
- 아빠가 되는 중 (2021)
- 스페이스 잼: 새로운 시대 (2021) - 목소리
- 프리 가이 (2021) - 버디 역
- 딥 워터 (2022)
- 럭 (2022) - 마브 역 (목소리)
- 범죄의 장인 (2023) - 타이리 역
- 휴가 친구 2 (2023, Vacation Friends 2) - 마커스 파커 역
- We Grown Now (2023)
- The Mill (2023) - 조 역 (제작 겸임)
- 흰 눈 사이로 (2023, Dashing Through the Snow) - 닉 역
- Good Burger 2 (2023)
- 해럴드와 보라색 크레용 (2024)